# Ігровицький повіт
Ігровицький повіт — адміністративна одиниця Тернопільського округу коронного краю Королівство Галичини та Володимирії у складі Австрійської імперії.
Повіт створений у середині 1850-х років, існував до адміністративної реформи 1867 року.
Кількість будинків — 3207 (1866)
Староста (нім. Bezirk Vorsteher): станом на 1866 рік у повіті не було старости
Громади (ґміни): Ігровиця, Цебрів, Черняхів, Дубівці, Глядки, Великий Глибочок, Городище, Долішній Івачів, Горішній Івачів, Йосипівці, Янківці, Кокутківці, Курники Шляхетські, Курівці, Лозова, Малашівці, Носівці, Обаринці, Плешківці, Плотиче, Серединці, Стегниківці, Шляхтинці, Воробіювка, Заруддя.
1867 року після адміністративної реформи більша частина повіту відійшла до Тернопільського повіту.